# Soissons-sur-Nacey
 Soissons-sur-Nacey  là một xã thuộc tỉnh Côte-d’Or trong vùng Bourgogne miền đông nước Pháp.